# Articulator (tandheelkunde)

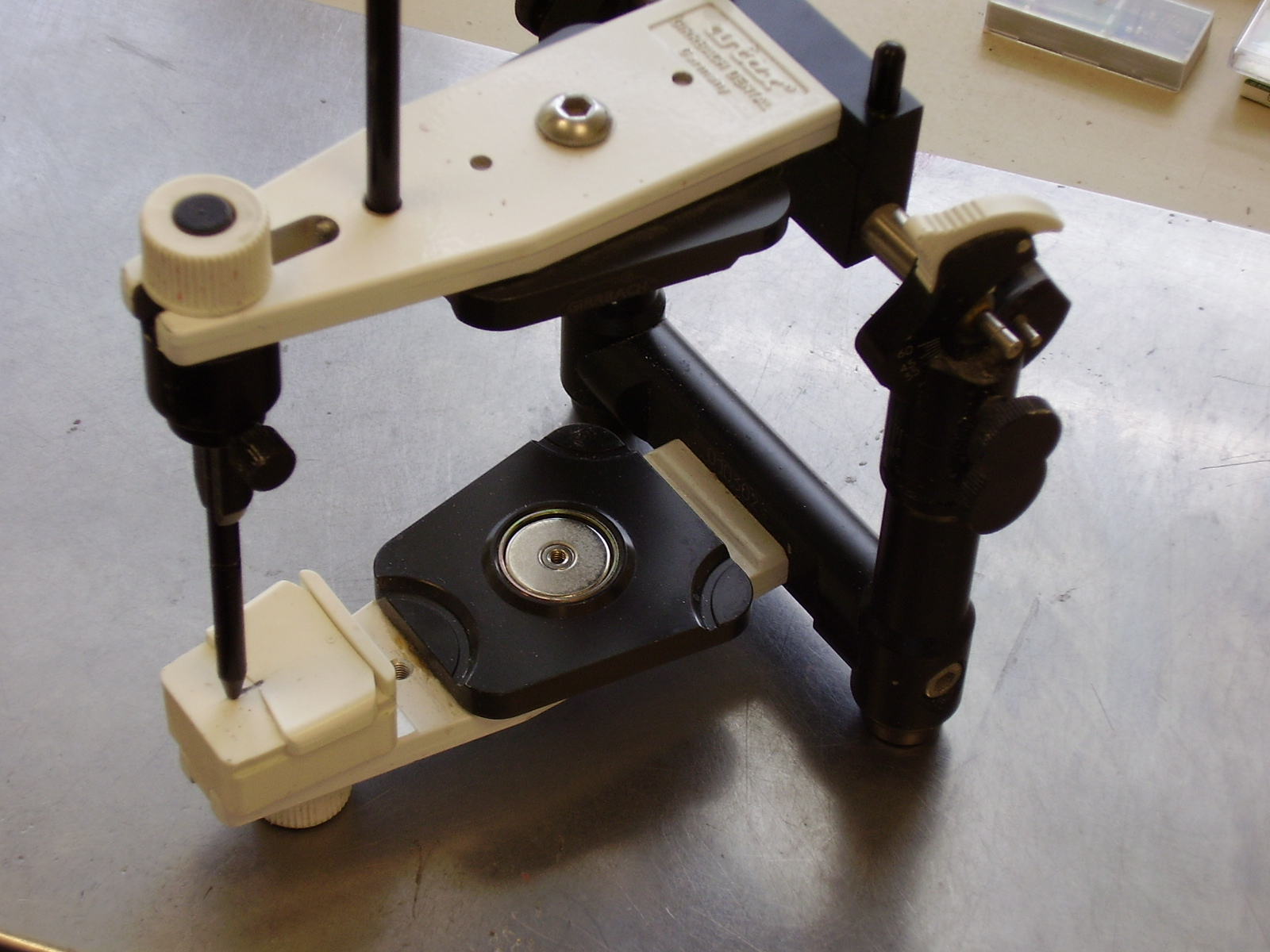
Articulator

Een articulator is een toestel waarmee de bewegingen van het kaakgewricht kan worden nagebootst. Dit is voor de tandarts en tandtechnicus van belang tijdens het vervaardigen van een prothese of kroon en brugwerk. Prothesen of kronen dienen zo te worden vervaardigd dat ze bij bijvoorbeeld kauwen, slikken en spreken perfect functioneren en geen hinderlijke contacten geven. Een articulator is hierbij nuttig.
Er zijn drie verschillende typen articulatoren:
- middelwaarde articulatoren
- semi-instelbare articulatoren, condylaire geleiding kan worden ingesteld
- volledig instelbare articulatoren